# Thelypteris invisa
Thelypteris invisa là một loài dương xỉ trong họ Thelypteridaceae. Loài này được Proctor mô tả khoa học đầu tiên năm 1959.